# تاداشیما آکییاما
تاداشیما آکییاما ((به ژاپنی: 但馬国秋山 Tadashima Akiyama)؛ در قرن شانزدهم او که شخصیتی نسبتاً ناشناخته است، تا حد زیادی به خاطر شکست خوردن از میاموتو موساشی، که در آن زمان شانزده ساله بود، به یاد می‌آید. نتیجه گرفته شده که آکییاما آشکارا موساشی را به چالش کشیده بود.
موساشی در کتاب پنج حلقه نوشت: «وقتی شانزده ساله بودم، تاداشیما آکییاما، استراتژیست توانا را سرنگون کردم».